# Пік Адама
Адамів пік (синг. ශ්‍රීපාද — Шріпада) — гірська вершина, розташована на південно-західному узбережжі острова Шрі-Ланка. Її висота 2243 м.
Адамів пік можна назвати одним із найсвятіших місць у світі. Він був священним для корінних жителів острова, ведів, які називали його «Саманала Канда» (гора метеликів) на честь Самана, одного із чотирьох містичних богів острова, і завдяки тисячам метеликів, які щороку збираються тут в останні години свого життя.
Згодом це загадкове місце стало об'єктом поклонінь для чотирьох основних релігій, які сповідуються на острові: індуїзму, буддизму, християнства та ісламу. Найпоширенішим був буддизм, хоча на Цейлоні він набув особливої форми під впливом індуїзму та ісламу.
На вершині гори знаходиться западина завдовжки близько 1,5 м і шириною 76 см, яка має форму людської ступні, її прекрасно видно і з буддійського храму, і з храму, спорудженого на честь Самана. Існує містичне повір'я, що вода, яка скупчується у цій западині, володіє дивною цілющою силою.
Індуїсти вірять, що відбиток залишив танцюючий бог Шива при створенні світу. Буддисти, у свою чергу, вважають, що це віддзеркалення сліду Будди, залишеного ним під час свого третього і останнього візиту на острів. Сам же загадковий слід, по легенді збережений на гігантському сапфірі, знаходиться нижче видимої оку западини.
З тих пір, як перші християни, португальці, прибули на Шрі-Ланку, християнство також «заявляє права» на цей відбиток і стверджує, що він належить святому Томасу, першому християнському проповідникові на острові.
Своє нинішнє ім'я пік отримав завдяки мусульманській легенді про те, що на цьому місці протягом тисячі років стояв на одній нозі покараний Адам. У ісламській релігії Адам був представником Бога на землі, якому було визначено стати першим пророком. Саме Адам є справжнім творцем священного каменя Кааби в Меці. Після вигнання Адама і Єви з Едему милосердний Господь вирішив пом'якшити покарання і помістив їх на Шрі-ланку, найблагодатніший куточок Землі, який найбільше нагадує рай.
Пік Адама притягував дослідників впродовж декількох століть. Після того, як його відвідали араб Ібн Батута (1304–1368 рр.) і венецієць Марко Поло (1254–1324 рр.), це загадкове місце стало об'єктом широкого паломництва.
Деякі відрізки шляху, що ведуть на вершину, надзвичайно круті, хоча у наш час[коли?] дорога не є небезпечною для життя. Вгору проведено два сходові маршрути, їх ще називають найдовшими сходами у світі. Місцеве повір'я свідчить, що ланцюги, які слугують поручнями були поміщені сюди самим Олександром Македонським, хоча історичних підтверджень цьому немає.